# Chenrop Samphaodi
Chenrop Samphaodi (tiếng Thái: เจนรบ สำเภาดี, sinh ngày 2 tháng 6 năm 1995), còn được biết với tên đơn giản Chen (tiếng Thái: เจน) là cầu thủ bóng đá người Thái Lan thi đấu ở vị trí tiền đạo cho câu lạc bộ Kanchanaburi Power tại Giải bóng đá Ngoại hạng Thái Lan và đội tuyển quốc gia Thái Lan. Anh có màn ra mắt khi vào sân từ ghế dự bị trong thất bại 3-1 trước Bangkok United ngày 4 tháng 4 năm 2015.

## Sự nghiệp quốc tế
Chenrop giành chức vô địch tại Đại hội Thể thao Đông Nam Á 2015 cùng với U-23 Thái Lan và ghi 2 bàn trong giải đấu. Năm 2016, Chenrop được chọn vào đội hình U-23 Thái Lan cho Giải vô địch bóng đá U-23 châu Á 2016 ở Qatar. Tháng 3 năm 2016 Chenrop được triệu tập trong trận giao hữu trước Hàn Quốc và được thay vào sân ở hiệp hai. Tháng 8 năm 2017, anh đoạt chức vô địch Bóng đá tại Đại hội Thể thao Đông Nam Á 2017 với U-23 Thái Lan.

## Sự nghiệp câu lạc bộ
Năm 2018 anh ký một bản hợp đồng với Muangthong United.

### Quốc tế
Tính đến 12 tháng 11 năm 2015
| Đội tuyển quốc gia | Năm  | Số trận | Bàn thắng |
| ------------------ | ---- | ------- | --------- |
| Thái Lan           | 2016 | 1       | 0         |
| Thái Lan           | Tổng | 1       | 0         |

### Bàn thắng quốc tế

#### U-23
| #  | Ngày                | Địa điểm              | Đối thủ     | Tỉ số | Kết quả | Giải đấu                                            |
| -- | ------------------- | --------------------- | ----------- | ----- | ------- | --------------------------------------------------- |
| 1. | 27 tháng 3 năm 2015 | Băng Cốc, Thái Lan    | Campuchia   | 2–1   | 2–1     | Giải vô địch bóng đá U-23 châu Á 2016 qualification |
| 2. | 29 tháng 3 năm 2015 | Bangkok, Thái Lan     | Philippines | 3-0   | 5-1     | Giải vô địch bóng đá U-23 châu Á 2016 qualification |
| 3. | 6 tháng 6 năm 2015  | Bishan, Singapore     | Brunei      | 1–0   | 5–0     | Đại hội Thể thao Đông Nam Á 2015                    |
| 4. | 6 tháng 6 năm 2015  | Bishan, Singapore     | Brunei      | 2–0   | 5–0     | Đại hội Thể thao Đông Nam Á 2015                    |
| 5. | 21 tháng 7 năm 2017 | Bangkok, Thái Lan     | Malaysia    | 1–0   | 3–0     | Vòng loại Giải vô địch bóng đá U-23 châu Á 2018     |
| 6. | 21 tháng 7 năm 2017 | Bangkok, Thái Lan     | Malaysia    | 2–0   | 3–0     | Vòng loại Giải vô địch bóng đá U-23 châu Á 2018     |
| 7. | 24 tháng 8 năm 2017 | Selayang, Malaysia    | Việt Nam    | 3–0   | 3–0     | Đại hội Thể thao Đông Nam Á 2017                    |
| 8. | 26 tháng 8 năm 2017 | Selayang, Malaysia    | Myanmar     | 1–0   | 1–0     | Đại hội Thể thao Đông Nam Á 2017                    |
| 9. | 16 tháng 1 năm 2018 | Changzhou, Trung Quốc | Palestine   | 1–4   | 1–5     | Giải vô địch bóng đá U-23 châu Á 2018               |

#### U-21
| #  | Ngày                 | Địa điểm                        | Đối thủ  | Tỉ số | Kết quả | Giải đấu                                     |
| -- | -------------------- | ------------------------------- | -------- | ----- | ------- | -------------------------------------------- |
| 1. | 5 tháng 6 năm 2016   | Krubong, Malaysia               | Malaysia | 2–1   | 2–1     | 2016 Nations Cup                             |
| 2. | 25 tháng 12 năm 2016 | Thành phố Hồ Chí Minh, Việt Nam | Việt Nam | 1–1   | 3–1     | Giải bóng đá U21 Quốc tế báo Thanh niên 2016 |

## Danh hiệu

### Quốc tế
U-23 Thái Lan
- Sea Games  Huy chương Vàng (2); 2015, 2017
- Dubai Cup (1):  2017

U-21 Thái Lan
- Nations Cup (1): 2016